# Medisana
Die Medisana GmbH ist ein ehemals börsennotiertes Unternehmen mit Hauptsitz in Neuss. Das Kerngeschäft der Gesellschaft liegt in der Entwicklung, Produktion und Vermarktung technischer Gesundheitsprodukte (Home Health Care) für Endverbraucher. Die medisana GmbH ist hauptsächlich auf dem europäischen Markt und insgesamt in 40 Ländern mit verschiedenen Marken vertreten ist. Seit 2015 ist sie mehrheitlich im Besitz der chinesischen Ogawa Smart Healthcare Technology Group Co. Ltd., einer der weltweit führenden Hersteller für Massageprodukte.

## Unternehmensstruktur
Die medisana GmbH besteht aus der Obergesellschaft des Konzerns, der medisana GmbH, Neuss, als Hauptsitz für die Region EMEA sowie aus sechs Tochtergesellschaften. Zur medisana gehören Vertriebsgesellschaften in China, USA, Spanien, Griechenland, Niederlande, Großbritannien und Russland. Die Medisana Space Technologies GmbH mit Sitz in Düsseldorf arbeitet an der Entwicklung von Soft- und Hardware für mobile Produkte.

## Unternehmensbereiche
Das Unternehmen hat seine Aktivitäten in mehrere Bereiche gegliedert:
1. Gesundheitskontrolle
2. Wellness und Massage
3. Therapie und Gesundes Zuhause
4. Körperpflege
5. Sport und Regeneration
6. Mobile Health

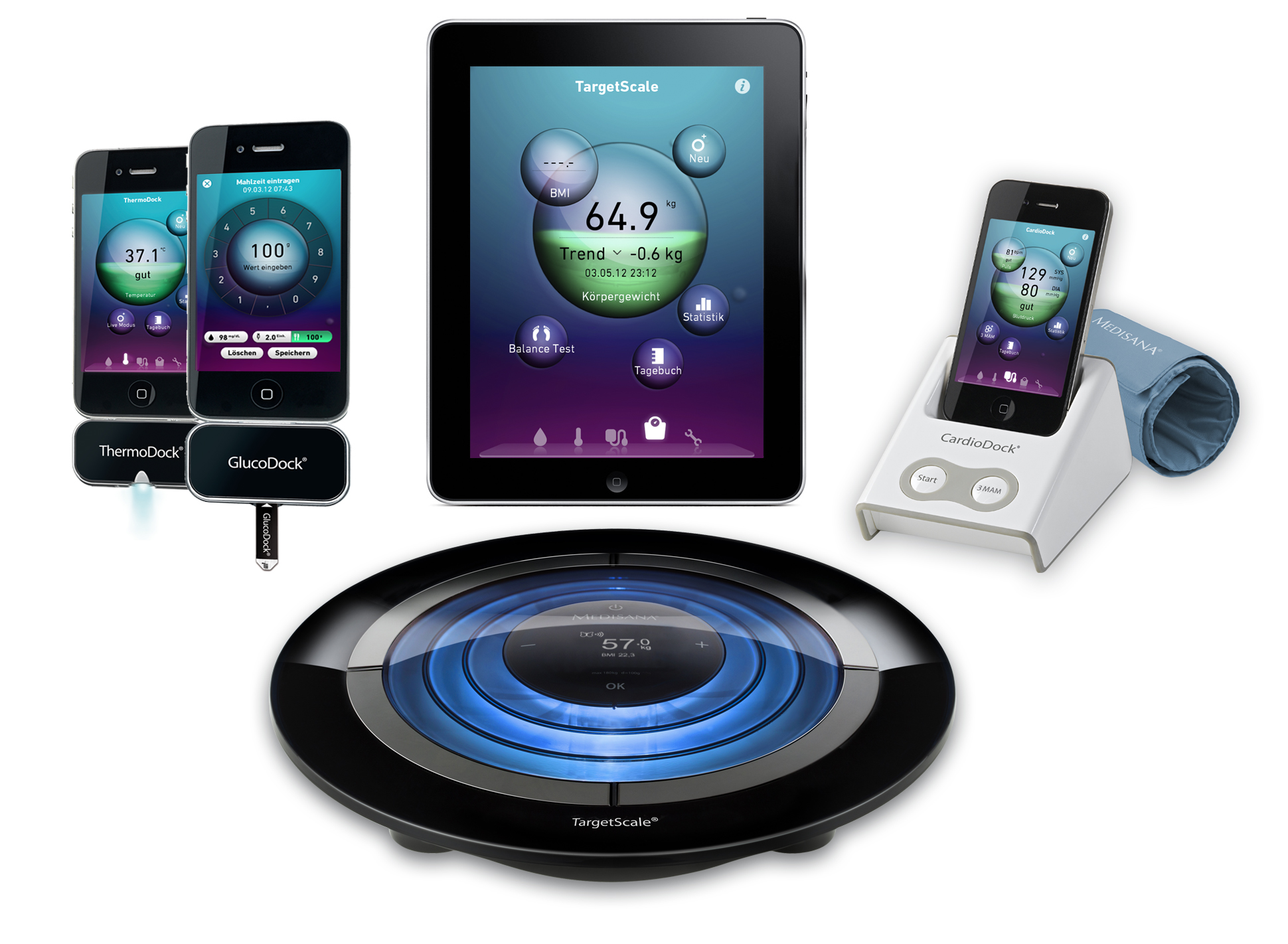
VitaDock System

Im Bereich Gesundheitskontrolle entwickelt medisana medizinische Messgeräte für Blutdruck, Blutzucker, Körpertemperatur und Gewicht. Im Jahr 2020 wurde zudem die Kategorie Atemschutzmasken eingeführt, unter welcher medisana seine zertifizierte FFP2-Atemschutzmaske RM 100 vertreibt. Der Bereich Therapie und Gesundes Zuhause umfasst Inhalationsgeräte, Produkte zur Schmerz-, Schlaf- und Lichttherapie sowie Produkte zur Verbesserung der Raumluft, wie Luftbefeuchter, Luftreiniger und Diffusoren.  In der Kategorie Wellness und Massage vertreibt das Unternehmen Wärmeprodukte, von Wärmeunterbetten bis hin zu Heizkissen sowie elektrische Massageprodukte, wie Massagesitzauflagen, Massagekissen und Handmassagegeräte.
Auf der Medizinmesse MEDICA stellte das Unternehmen als Innovator im November 2011 die beiden neuen Produktserien VitaDock und iHealth vor, beides Gesundheitsprodukte zur mobilen Anwendung, bei denen Smartphones oder Tablet PCs angekoppelt werden können, die in Apps Messergebnisse darstellen.

## Unternehmensgeschichte
| 1981 | Gründung des Unternehmens als Medisana Medizinalbedarfs-GmbH |
| 1982 | Aufnahme operativer Tätigkeit |
| 1994 | Weltweiter Schutz der Marke medisana |
| 1997 | Beginn des Teleshoppings in Deutschland und England über den Teleshopping-Kanal QVC |
| 1998 | Einführung der Marke Lightwave für einfache Anforderungen |
| 1999 | Gründung einer Tochtergesellschaft in den USA; Abschluss von Kooperationsverträgen mit Krups und Zepter |
| 2000 | Gründung einer Tochtergesellschaft für Forschung und Entwicklung; Produktionssteuerung und Vertrieb in Hong Kong; Aktien der Medisana AG werden in den Regulierten Markt der Frankfurter Wertpapierbörse einbezogen |
| 2011 | Einführung der Produktserien VitaDock und iHealth |
| 2015 | Übernahme der Aktienmehrheit durch die Xiamen Comfort Science & Technology Group Co. Ltd. (Easepal) |
| 2016 | Die Börsennotierung an der Frankfurter Wertpapierbörse endet |
| 2016 | medisana wird erstmals deutscher Marktführer im Bereich Massage (GfK Panel 2016) |
| 2017 | Einführung der Vertriebs- und Markenkooperation mit HoMedics |
| 2018 | Umfirmierung in neue Rechtsform zu medisana GmbH |
| 2019 | Gesundheitsplattform VitaDock (VitaDock+App) verzeichnet 1 Million registrierte User |
| 2019 | Einstieg in den Robotics Markt mit der Vorstellung des Home Care Robot |
| 2020 | medisana vertreibt erstmalig FFP2-Atemschutzmasken |

## Kritik
Am 9. Juni 2016 berichtete der Bayerische Rundfunk, dass ein von Medisana produziertes Blutzuckermessgerät, das im Frühjahr 2016 von Aldi Süd vertrieben wurde, zu hohe Blutzuckerwerte anzeige. Dies könne beispielsweise dazu führen, dass insulinpflichtige Diabetiker überraschend in den Unterzucker kämen. Gegen eine dies thematisierende wissenschaftliche Publikation des Instituts für Diabetes-Technologie (IDT) an der Universität Ulm hatte Medisana eine einstweilige Verfügung erwirkt. Laut Medisana seien insulinpflichtige Diabetiker nicht Zielgruppe für das Gerät. Außerdem habe die IDT-Studie formale Fehler. Von Medisana veranlasste Studien würden eine normentsprechende Systemgenauigkeit belegen.